# Hydrornis nipalensis
La pita nuquiazul (Hydrornis nipalensis) es una especie de ave paseriforme de la familia Pittidae que habita en el sudeste de Asia. 

## Descripción
Miden alrededor de 25 cm de largo. Tienen un aspecto sólido y regordete, con alas y cola corta, cabeza redondeada y pico estirado. 
Es de color marrón su cabeza, el pecho, las caderas, el vientre, las plumas primarias, la cola y parte inferior de la cola (más claro en la garganta, vientre y zona inferior de la cola, más intenso en el pecho y más oscuro en las alas y la cola): desde la base del pico hasta los ojos posee una banda de plumas más oscuras, observables incluso a nivel de los oídos. Como indica su nombre común el cuello y parte superior del dorso son azul, así como la grupa: el dorso y las alas son de color verdoso, este último con reflejos azulados. En la hembra la extensión de la nuca azul es menor, ambos sexos tienen ojos marrones, patas de color carne y pico negro.

## Distribución y hábitat
Se la encuentra en Bangladés, el este de la India, Bután, el sur de China, Birmania, Nepal y el norte de Laos y Vietnam. Sus hábitats son los bosques húmedos subtropicales y tropicales tanto de montaña como de regiones bajas.